# بروك ماكفيرسون
بروك ماكفيرسون هو لاعب هوكي الجليد كندي، ولد في 24 يوليو 1985 في تورونتو في كندا.

## وصلات خارجية
- بروك ماكفيرسون على موقع EliteProspects.com (الإنجليزية)